# Oberndorf bei Schwanenstadt
Oberndorf bei Schwanenstadt è un comune austriaco di 1 419 abitanti nel distretto di Vöcklabruck, in Alta Austria.